# Jaap-Derk Buma
Jaap-Derk Buma (* 27. August 1972 in Den Haag) ist ein ehemaliger niederländischer Hockeyspieler, der bei den Olympischen Spielen 2000 sowie der Weltmeisterschaft 1998 jeweils die Goldmedaille gewann.

## Sportliche Karriere
Der 1,84 m große Angriffsspieler absolvierte von 1994 bis 2002 insgesamt 143 Länderspiele für die niederländische Nationalmannschaft, in denen er 19 Tore erzielte.
Buma war Ende 1996 bei der Champions Trophy dabei, als die Niederländer den Titel gewannen. Bei der Weltmeisterschaft 1998 in Utrecht wirkte er in allen sieben Spielen mit. Die Niederländer unterlagen in der Vorrunde gegen die deutsche Mannschaft, erreichten aber den zweiten Platz in ihrer Vorrundengruppe. Im Halbfinale bezwangen sie die australische Mannschaft mit 6:2 und trafen im Finale auf die Spanier. Die Niederländer gewannen mit 3:2 nach Verlängerung. Bei der Europameisterschaft 1999 in Padua gewannen die Niederländer ihre Vorrundengruppe. Im Halbfinale besiegten sie die belgische Mannschaft mit 7:1. Im Finale unterlagen die Niederländer der deutschen Mannschaft im Penaltyschießen.
Bei seiner einzigen Olympiateilnahme 2000 in Sydney belegten die Niederländer in der Vorrunde den zweiten Platz hinter Pakistan, wobei sie nur durch das gegenüber den Deutschen bessere Torverhältnis ins Halbfinale aufrückten. Im Halbfinale gegen die Briten gewannen die Niederländer genauso durch Penaltyschießen wie im Finale gegen die Südkoreaner. Buma kam in allen Spielen des Turniers zum Einsatz, konnte aber kein Tor erzielen.
2002 bei der Weltmeisterschaft in Kuala Lumpur belegten die Niederländer in der Vorrunde den zweiten Platz hinter der deutschen Mannschaft. Nach einer 1:4-Halbfinalniederlage gegen Australien, gewannen die Niederländer das Spiel um den dritten Platz mit 2:1 gegen Südkorea. Nachdem Sander van der Weide kurz vor Ende der regulären Spielzeit den Ausgleich erzielt hatte, schoss Buma in der Verlängerung das entscheidende Tor. Nach der Weltmeisterschaft bestritt Buma nur noch ein Länderspiel. 
Buma spielte unter anderem für den Amsterdamsche Hockey & Bandy Club. Sein Vater Edo Buma war ebenfalls Hockeynationalspieler und Olympiafünfter 1968.